# 舞所不在
《舞所不在》是台灣歌手羅志祥的第五張大碟，於2007年11月16日推出，是他轉投科藝百代旗下的國會音樂後第一張大碟。當中《最後的風度》是第一次與香港音樂人徐偉賢合作的，而首批版本附送一個在美國紐約拍攝的2008年同名座檯月曆《舞所不在》。

## 唱片版本
- 平裝首版：1張CD，首批版本加送座檯月曆。
- 舞霸冠軍版：1張CD及1張DVD，2007年12月21日推出，DVD中有《一支獨秀》、《敗給你》、《我不會唱歌》及《當我們宅一塊》的MV。
- 衛冕慶功黄金典藏版：1張CD及1張DVD，2008年1月25日推出，DVD中有其《【美國棉當我們宅一塊】慶功演唱會》的片段及《最後的風度》的MV。

## 曲目
| 曲序 | 曲名               | 曲                                                             | 詞            | 編曲          | 附註                                                                   |
| 01   | 一支獨秀           | Vincent Degiorgio Johan Rohr Dennis Blomdahl Krister Bengtsson | 陳鎮川        | 陳信安        | 原曲為《Love what u to me》 台灣第一主打歌 2007年度Big Train廣告主題曲 |
| 02   | 當我們宅一塊       | Lemon Tree(aka U GI JAE HO 2)                                  | 陳天佑        | 洪信傑 謝明祥 | 原曲為《OK》 台灣第四主打歌 2007年度美國綿歌曲                         |
| 03   | 我不會唱歌         | 黄漢青                                                         | 馬嵩惟        | 洪敬堯        | 台灣第三主打歌                                                         |
| 04   | 敗給你(蕭亞軒合唱) | Mikkel Remee Sigvardt Joseph Belmaati Mich hansen              | 徐世珍 陳天佑 | 陳信安        | 原曲為《Back to me》 台灣第二主打歌                                    |
| 05   | 愛情三『不』曲     | Niklas Pettersson Vincent Degiorgio                            | 李宗恩        | 洪信傑 謝明祥 | 原曲為《The work》                                                     |
| 06   | 做得到             | 李偉菘                                                         | 廖瑩如        | Terence Teo   |                                                                        |
| 07   | 蝴蝶秀             | 張健偉                                                         | 李宗恩        | 廖偉傑        |                                                                        |
| 08   | 操盤手             | 羅志祥                                                         | 易家揚 蔣篤全 | 小安          |                                                                        |
| 09   | 防盜鎖             | 林倛玉                                                         | 葛大為 陳天佑 | Martin Tang   |                                                                        |
| 10   | 最後的風度         | 徐偉賢                                                         | 林夕          | 黃銘源        | 台灣第五主打歌                                                         |
| 11   | 我秀故我在         | Waermo,Mimmi Englof,Marcus Waermo,Samuel                       | 崔惟楷        | 蔡廷貴        | 原曲為《Girl girl girl》 2007年度黑松沙士廣告曲                        |

## 音樂錄影帶
| 歌名         | 執導         | 首播日期       | 首播頻道  | 演出/附註                                            |
| ------------ | ------------ | -------------- | --------- | ---------------------------------------------------- |
| 一支獨秀     | 陳奕仁       | 2007年10月29日 | HitFm     |                                                      |
| 當我們宅一塊 | 賴偉康       |                |           | 黃薇渟                                               |
| 我不會唱歌   | 陳正道       |                |           | 林嘉欣                                               |
| 敗給你       | 賴偉康       |                |           | 蕭亞軒                                               |
| 蝴蝶秀       | 演唱會版本MV |                |           | 含2007年12月29日「美國棉當我們宅一塊慶功演唱會」片段 |
| 操盤手       | 演唱會版本MV |                |           | 含2007年12月29日「美國棉當我們宅一塊慶功演唱會」片段 |
| 防盜鎖       | 演唱會版本MV |                |           | 含2007年12月29日「美國棉當我們宅一塊慶功演唱會」片段 |
| 最後的風度   | 賴偉康       | 2008年1月25日  | 典藏版DVD | 辛樂兒                                               |
| 我秀故我在   | 演唱會版本MV |                |           | 含2007年12月29日「美國棉當我們宅一塊慶功演唱會」片段 |

## 榜單成績

### 銷售榜單成績
| 銷售榜單                | 首週成績 | 週數# / 計算時間              | 最佳成績 | 最佳成績銷售百分比 | 在榜週數 |
| ----------------------- | -------- | ----------------------------- | -------- | ------------------ | -------- |
| G-Music風雲榜（華語榜） | #1       | #46 / 2007年11月16日–11月22日 | #1       | 25.97%             | 18週     |
| G-Music風雲榜（綜合榜） | #1       | #46 / 2007年11月16日–11月22日 | #1       | 12.24%             | 15週     |
| 五大金榜                | #1       | #46 / 2007年11月16日–11月22日 | #1       | 26.68%             | 16週     |

### 2007 Hit Fm年度百首單曲
| 歌曲       | 排名 |
| ---------- | ---- |
| 我不會唱歌 | 23   |
| 敗給你     | 74   |
| 一支獨秀   | 87   |

## 獎項
- 《一支獨秀》——新城國語力頒獎禮 - 歌曲獎
- 十大暢銷國語唱片[7]——國際唱片業協會(香港會)有限公司（IFPIHK）

## 備註
1. ↑  平裝首版在此欄只有蔣篤全一人，但在舞霸冠軍版
衛冕慶功黃金典藏版及KTV中則有易家揚和蔣篤全兩人，現以後者為準。
2. ↑  "G-Music風雲榜（華語榜）" （页面存档备份，存于） 此連結只顯示本週成績，請在頁面搜尋2007年第46週之榜單成績
3. ↑  "G-Music風雲榜（綜合榜）" （页面存档备份，存于） 此連結只顯示本週成績，請在頁面搜尋2007年第46週之榜單成績
4. ↑  .   [2012-06-10]. （原始内容存档于2020-05-16）.
5. ↑  "2007 Hit Fm年度百首單曲- 2007年 (#1至50)" （页面存档备份，存于） HitFM聯播網. 2012年8月12日 (日) 14:37 (UTC+8)查閱
6. 1 2  "2007 Hit Fm年度百首單曲- 2007年 (#51至100)" （页面存档备份，存于） HitFM聯播網. 2012年8月12日 (日) 14:32 (UTC+8)查閱
7. ↑   "IFPIHK唱片銷量大獎"[永久]